# RV8b La Transwallonne Est
De RV8b La Transwallonne Est is een Rando Vélo-route in Wallonië. De route start in Namen. Samen met de RV8a La Transwallonne Ouest vormt hij de RV8 La Transwallonne. De route is zo genoemd omdat deze dus dwars door Wallonië gaat en is in 2 richtingen bewegwijzerd met blauw-gele markeringen.
RV8 La Transwallone is in totaal 427 km lang. Het oostelijke deel RV8b is in totaal 192 km lang en start in Namen en eindigt in Wathermal op de grens met Luxemburg. Het westelijk deel RV8a is in totaal 235 km lang en gaat van de top van de Kluisberg in Ruien naar Namen.

## Traject
De route doorkruist de provincies Namen en Luik. In Namen kan worden aangesloten op de EV3 (via de Samber), de EV5 en de EV19 (de Maas zuidwaarts volgend), de RV2, de RV8a en de RV10. Tussen Namen en Luik volgt de route de Maas en loopt ze parallel met de EuroVelo EV3 Pelgrimsroute en de EuroVelo EV19 Maasfietsroute. In Huy komt ze langs de Muur van Hoei bekend uit de wielerwedstrijd Waalse Pijl. In Luik kan worden aangesloten op de RV4a en de RV4b. In Luik volgt de EuroVelo EV19 Maasfietsroute de Maas verder stroomafwaarts en de EuroVelo EV3 Pelgrimsroute volgt de RAVeL Ligne 38 richting Aken. Vanaf Angleur loopt de RV7 parallel met de route mee langs de Ourthe tot Rivage. Nu wordt de loop van de Amblève gevolgd. De route komt door Sougné-Remouchamps bekend om de grotten en La Redoute uit Luik-Bastenaken-Luik. In de omgeving van Stoumont klimt de route het dal uit, er kan een uitstapje worden gemaakt naar de Watervallen van Coo. Via Francorchamps bekend om het Circuit de Spa-Francorchamps gaat het naar Hockai en Malmedy. In Waimes wordt aangesloten op de Vennbahn. Hier kan noordwaarts over worden gefietst naar Aken in Duitsland waarbij in Weywertz kan worden aangesloten op de RV4b die hier de Vennbahn kruist. In Sankt Vith verlaat de route de Vennbahn en gaat het via kleine dorpen als Ourthe naar het eindpunt Wathermal op de grens met Luxemburg. Hier kan worden doorgefietst naar het vlakbij gelegen Huldange waar kan worden aangesloten op de Vennbahn en in de toekomst op de PC21 Nord-Radweg vanuit Troisvierges (start nu nog in Wilwerwiltz). Via de PC21 is aan te sluiten op het landelijk fietsnetwerk van Luxemburg bestaande uit diverse PC's.

## Aansluitingen met Europese routes
- In Namen sluit de route aan op de EuroVelo EV5 Via Romea Francigena.
- Tussen Namen en Luik loopt de route parallel met de EuroVelo EV3 Pelgrimsroute en de EuroVelo EV19 Maasfietsroute.

## Aansluitingen met andere LF- of icoonroutes
- In Namen sluit de route aan op de RV2, de RV8a en de RV10.
- In Luik sluit de route aan op de RV4a en de RV4b.
- Tussen Angleur en Rivage loopt de route parallel met de RV7.
- Tussen Waimes en Sankt Vith loopt de route parallel met de Vennbahn.
- In Sankt Vith kan worden aangesloten op de Eifel-Ardennen-Radweg waarmee diverse fietsroutes in de Eifel kunnen worden bereikt.
- Vanuit Waimes kan via de Vennbahn worden aangesloten op de RV4b.
- Na het eindpunt in Wathermal kan in Luxemburg worden aangesloten op de Vennbahn en op diverse PC's.

## Aansluitingen met regionale routes
- Op elk willekeurig punt kan gebruik worden gemaakt van het fietsroutenetwerk ter plaatse.
- In Namur kan de W5 D'une vallée à l'autre (regionale RAVeL-route) opgepakt worden.
- In Namen kan de W6 Au Fil de l'Eau (regionale RAVeL-route) opgepakt worden.
- In Luik kan de W7 Sur la route des Ardennes (regionale RAVeL-route) opgepakt worden.
- In Angleur kan de W2 La Véloroute de la Bière (regionale RAVeL-route) opgepakt worden.
- In Angleur kan de W6 Au Fil de l'Eau (regionale RAVeL-route) opgepakt worden.